# Vail M. Pittman
Vail Montgomery Pittman (ur. 17 września 1880 w Vicksburgu w stanie Missisipi, zm. 29 stycznia 1964 w Las Vegas) – dziewiętnasty gubernator Nevady. Należał do Partii Demokratycznej.
W 1942 roku, został zastępcą gubernatora. Bezskutecznie kandydował do Senatu USA w 1944 roku. Został gubernatorem Nevady w 1945, kiedy Edward P. Carville zrzekł się stanowiska. Pittman służył aż do 1951 roku.
Jego brat Key Pittman, został senatorem reprezentującym Nevadę.